# Plotius Tucca
Plotius Tucca, Plautius Tucca (Kr. e. 1. század – 1. század) római költő.
Horatius és Vergilius barátja volt, mint Vergilius örököse Lucius Variusszal együtt azt a megbízatást kapta Augustustól, hogy az Aeneist kiadás alá rendezzék, e tevékenységüknek azonban semmi nyoma sem mutatható ki. Munkáiból egyetlen töredék sem maradt fenn.[forrás?]